# 멜버른 모나크스
멜버른 모나크스(Melbourne Monarchs)는 1989년 창단한 구 ABL의 프로 야구 팀이다. 멜버른을 연고로 하고 있으며 홈구장은 멜버른 볼파크이다.

## 같이 보기
- 오스트레일리아 야구 리그 (1989년–1999년)